# 麥迪遜 (康乃狄克州)
麥迪遜（英語：Madison）是一個位於美國康乃狄克州新哈芬縣的城鎮。

## 地理
麥迪遜的座標為41°16′45″N 72°35′45″W / 41.27917°N 72.59583°W，而該地的平均海拔高度為68米（即223英尺）。

## 人口
根據2010年美國人口普查的數據，麥迪遜的面積為95.30平方千米，當中陸地面積為93.80平方千米，而水域面積為1.50平方千米。當地共有人口18114人，而人口密度為每平方千米190.07人。